# Guilherme Henriques de Carvalho
Guilherme Henriques de Carvalho, portugalski rimskokatoliški duhovnik, škof in kardinal, * 1. februar 1793, Coimbra, † 15. november 1857.

## Življenjepis
5. junija 1819 je prejel duhovniško posvečenje.
Leta 1840 je bil imenovan za škofa Lairie. Potrjen je bil 3. aprila 1843 in škofovsko posvečenje je prejel 2. julija 1843.
24. novembra 1845 je bil imenovan za patriarha Lizbone.
19. januarja 1846 je bil povzdignjen v kardinala.